# Volta ao Distrito de Santarém 2006
La Volta ao Distrito de Santarém 2006, decima edizione della corsa e prima con questa denominazione, valida come evento del circuito UCI Europe Tour 2006 categoria 2.1, si svolse su quattro tappe dal 9 al 12 marzo 2006 da Fátima a Santarém su un percorso totale di circa 562,5 km. Fu vinto dall'olandese Lars Boom, che terminò la gara con il tempo di 13 ore 13 minuti e 37 secondi alla media di 42,52 km/h.
Al traguardo di Santarém 115 ciclisti completarono la gara.

## Tappe
| Tappa  | Data     | Percorso                                     | km    | Vincitore di tappa | Leader cl. generale |
| ------ | -------- | -------------------------------------------- | ----- | ------------------ | ------------------- |
| 1ª     | 9 marzo  | Fátima > Torres Novas                        | 209   | Sergio Ribeiro     | Sergio Ribeiro      |
| 2ª     | 10 marzo | Cartaxo > Abrantes                           | 169,5 | Jon Bru            | Sergio Ribeiro      |
| 3ª     | 11 marzo | Alpiarça > Alpiarça (cronometro individuale) | 18    | Lars Boom          | Lars Boom           |
| 4ª     | 12 marzo | Golegã > Santarém                            | 166   | Jon Bru            | Lars Boom           |
| Totale | Totale   | Totale                                       | 562,5 |                    |                     |

## Squadre e corridori partecipanti
| N.    | Cod. | Squadra                       |
| ----- | ---- | ----------------------------- |
| 1-8   | BHL  | Barbot-Halcon                 |
| 11-18 | IMO  | Imoholding-Loulé Jardim Hotel |
| 21-28 | MAD  | Madeinox-Bric-A.R. Canelas    |
| 31-38 | MAI  | Maia-Milaneza                 |
| 41-48 | VIT  | Vitoria-ASC                   |
| 51-58 | RBA  | Riberalves-Alcobaca           |
| 61-68 | CAB  | Carvalhelhos-Boavista         |
| 71-78 | DUJ  | Duja-Tavira                   |
| 81-88 | PRM  | Paredes Rota Dos Moveis       |

| N.      | Cod. | Squadra                        |
| ------- | ---- | ------------------------------ |
| 91-98   | LAL  | L.A. Aluminios-Liberty Seguros |
| 101-108 | FDJ  | Française des Jeux             |
| 111-118 | BTL  | Bouygues Télécom               |
| 121-128 | FLM  | Ceramica Flaminia              |
| 131-138 | ECV  | Comunidad Valenciana           |
| 141-148 | KAI  | Kaiku                          |
| 151-158 | MOL  | 3 Molinos Resort               |
| 161-168 | RB3  | Rabobank Continental Team      |

## Dettagli delle tappe

### 1ª tappa
- 9 marzo: Fátima > Torres Novas – 209 km

Risultati
| Pos. | Corridore      | Squadra       | Tempo    |
| ---- | -------------- | ------------- | -------- |
| 1    | Sergio Ribeiro | Barbot-Halcon | 5h12'37" |
| 2    | Carlos Castaño | Kaiku         | s.t.     |
| 3    | Bruno Neves    | Madeinox      | s.t.     |

| Pos. | Corridore      | Squadra       | Tempo    |
| ---- | -------------- | ------------- | -------- |
| 1    | Sergio Ribeiro | Barbot-Halcon | 5h12'27" |
| 2    | Carlos Castaño | Kaiku         | a 3"     |
| 3    | Bruno Neves    | Madeinox      | a 6"     |

### 2ª tappa
- 10 marzo: Cartaxo > Abrantes – 169,5 km

Risultati
| Pos. | Corridore     | Squadra       | Tempo    |
| ---- | ------------- | ------------- | -------- |
| 1    | Jon Bru       | Kaiku         | 4h05'19" |
| 2    | Jan Hruška    | 3 Molinos     | s.t.     |
| 3    | Daniel Petrov | Maia-Milaneza | s.t.     |

| Pos. | Corridore      | Squadra       | Tempo    |
| ---- | -------------- | ------------- | -------- |
| 1    | Sergio Ribeiro | Barbot-Halcon | 9h17'43" |
| 2    | Jon Bru        | Kaiku         | a 1"     |
| 3    | Carlos Castaño | Kaiku         | a 6"     |

### 3ª tappa
- 11 marzo: Alpiarça > Alpiarça – Cronometro individuale - 18 km

Risultati
| Pos. | Corridore     | Squadra        | Tempo  |
| ---- | ------------- | -------------- | ------ |
| 1    | Lars Boom     | Rabobank Con.  | 22'34" |
| 2    | Ben Day       | Carvalhelhos   | a 10"  |
| 3    | Manuel Lloret | Comunidad Val. | a 14"  |

| Pos. | Corridore     | Squadra        | Tempo    |
| ---- | ------------- | -------------- | -------- |
| 1    | Lars Boom     | Rabobank Con.  | 9h40'30" |
| 2    | Ben Day       | Carvalhelhos   | a 10"    |
| 3    | Manuel Lloret | Comunidad Val. | a 14"    |

### 4ª tappa
- 12 marzo: Golegã > Santarém – 166 km

Risultati
| Pos. | Corridore      | Squadra       | Tempo    |
| ---- | -------------- | ------------- | -------- |
| 1    | Jon Bru        | Kaiku         | 3h33'10" |
| 2    | Sergio Ribeiro | Barbot-Halcon | s.t.     |
| 3    | Jorge Ferrío   | 3 Molinos     | s.t.     |

| Pos. | Corridore     | Squadra        | Tempo     |
| ---- | ------------- | -------------- | --------- |
| 1    | Lars Boom     | Rabobank Con.  | 13h13'37" |
| 2    | Ben Day       | Carvalhelhos   | a 13"     |
| 3    | Manuel Lloret | Comunidad Val. | a 17"     |

## Classifiche finali

### Classifica generale
| Pos. | Corridore       | Squadra         | Tempo     |
| ---- | --------------- | --------------- | --------- |
| 1    | Lars Boom       | Rabobank        | 13h13'37" |
| 2    | Ben Day         | Carvalhelhos    | a 13"     |
| 3    | Manuel Lloret   | Comunidad Val.  | a 17"     |
| 4    | William Walker  | Rabobank        | a 24"     |
| 5    | Jan Hruška      | 3 Molinos       | a 29"     |
| 6    | Kai Reus        | Rabobank        | a 33"     |
| 7    | Renato Silva    | Imoholding      | a 44"     |
| 8    | Jussi Veikkanen | Franc. des Jeux | a 46"     |
| 9    | Rodrigo García  | Kaiku           | a 50"     |
| 10   | Héctor Guerra   | L.A. Aluminios  | a 52"     |

### Classifica a punti
| Pos. | Corridore          | Squadra         | Punti |
| ---- | ------------------ | --------------- | ----- |
| 1    | Jon Bru            | Kaiku           | 14    |
| 2    | Rémy Di Grégorio   | Franc. des Jeux | 6     |
| 3    | Jorge Azanza       | Kaiku           | 5     |
| 4    | Alexandre Oliveira | Paredes         | 3     |
| 5    | João Cabreira      | Maia-Milaneza   | 2     |

### Classifica scalatori
| Pos. | Corridore      | Squadra       | Punti |
| ---- | -------------- | ------------- | ----- |
| 1    | Jon Bru        | Kaiku         | 52    |
| 2    | Sérgio Ribeiro | Barbot-Halcon | 48    |
| 3    | Jan Hruška     | 3 Molinos     | 28    |
| 4    | Manuele Spadi  | Cer. Flaminia | 25    |
| 5    | Daniel Petrov  | Maia-Milaneza | 16    |

### Classifica giovani
| Pos. | Corridore      | Squadra       | Tempo     |
| ---- | -------------- | ------------- | --------- |
| 1    | Lars Boom      | Rabobank Con. | 13h13'37" |
| 2    | William Walker | Rabobank      | a 24"     |
| 3    | Kai Reus       | Rabobank      | a 33"     |
| 4    | Robert Gesink  | Rabobank Con. | a 56"     |
| 5    | Huub Duyn      | Rabobank Con. | a 58"     |

### Classifica a squadre
| Pos. | Squadra                   | Tempo     |
| ---- | ------------------------- | --------- |
| 1    | Rabobank Continental Team | 39h41'53" |
| 2    | Carvalhelhos-Boavista     | a 1'29"   |
| 3    | Comunidad Valenciana      | a 1'38"   |
| 4    | Française des Jeux        | a 2'02"   |
| 5    | Kaiku                     | a 2'07"   |